# Новостав (Боратинська сільська громада)
Новоста́в — село в Україні, у Луцькому районі Волинської області. Входить до складу Боратинської сільської громади. Населення становить 602 особи.

## Історія
12 червня 2020 року, відповідно до розпорядження Кабінету Міністрів України № 708-р «Про визначення адміністративних центрів та затвердження територій територіальних громад Волинської області», село увійшло у склад Боратинської сільської громади.
19 липня 2020 року, в результаті адміністративно-територіальної реформи та ліквідації  Луцького району(1940—2020), село увійшло до складу новоутвореного Луцького району.

## Населення
Згідно з переписом УРСР 1989 року чисельність наявного населення села становила 499 осіб, з яких 227 чоловіків та 272 жінки..
За переписом населення України 2001 року в селі мешкали 602 особи.

### Мова
Розподіл населення за рідною мовою за даними перепису 2001 року:
| Мова       | Відсоток |
| ---------- | -------- |
| українська | 99,34 %  |
| російська  | 0,66 %   |

### Релігія
Свято-Успенська церква села Новостав є однією із найстаріших на території Волині та України. Датою спорудження церкви вважається 1681 рік, про що свідчить вирізьблений напис на одній із балок у вівтарній частині споруди.
За схемою церква має форму хреста. Сім куполів храму символізують сім Церковних Таїнств а також сім Архангельських чинів.
У часи функціонування СРСР храм не діяв. Відновив свою релігійну діяльність у 1989 році.
25 лютого 2019 року, під час парафіяльних зборів, релігійна громада прийняла рішення про приєднання до Православної церкви України.

## Пам'ятки археології
На території села відомі такі пам'ятки археології:
- За 0,5 км на захід від села, на правому березі Чорногузки  — двошарове поселення пізньопалеолітичного часу і культури лінійно-стрічкової кераміки доби неоліту, відкрите в 1978 р. Г. Охріменком.
- За 1,5 км на захід від села, на правому березі Чорногузки  — поселення культури лінійно-стрічкової кераміки, відкрите розвідкою Г. Охріменка у 1978 р.
- За 2 км на захід від села, на правому березі Чорногузки  — поселення культури лінійно-стрічкової кераміки. Відкрите розвідкою Г. Охріменка у 1978 р.
- За 1 км на південний схід від села, в урочищі Мачулки, на лівому березі Чорногузки  — поселення пізнього періоду трипільської культури, відкрите М. Пелещишиним у 1973 р.
- На мисі лівого берега р. Стир  — поселення кінця І тис. н. е. завдовжки 200 і завширшки 100 м. На його площі зібрано фрагменти кераміки культури Луки-Райковецької.
- На території села (садиба Й. Вішнера)  — давньоруське городище.
- У північно-східній частині села, на схід від тваринницької ферми і за 400 м на північний схід від дороги Боратин-Мстишин  — багатошарове поселення стжижовської культури, милоградської культури ранньозалізної доби та давньоруського часу Х-XI ст.

## Відомі мешканці
- Котельчук Михайло Володимирович (1985-2014) — герой АТО.
- Матусевич Ніна Павлівна — депутат Верховної Ради УРСР.